# Космос 398
Космос 379 (още „Т2К № 2“) е съветски безпилотен космически апарат, предназначен за провеждане на втори изпитателен полет на Лунния кораб (ЛК) в Лунната програма на СССР за кацане на човек на Луната. Официалната цел на полета е изследване на горните слоеве на атмосферата и космическото пространство.

## Програма
По време на полета са предвидени изпитания на двигателната установка и отработка на детайлите по кацане на кацащата степен на лунния кораб „ЛК“. Програмата е аналогична на тази на Космос 379:
- излизане на ниска околоземна орбита (след старта тя е 189 – 252 km);
- симулиране прелитане до Луната – извършени са две включвания на двигателя на „Блок Е“ и апарата „излиза“ на височина 203 – 10 903 km;
- симулиране излизане на окололунна орбита. След стабилизация на орбита космическия кораб започнал увеличаване на скоростта до 1,5 km/s;
- симулиране сближаване и скачване с орбиталния кораб Союз 7К-Л3 – апаратът извършва серия маневри по корекция на траекторията си.

Всички изпитания са напълно успешни, а самият модул изгаря в плътните слоеве на земната атмосфера на 10 декември 1995 г.